# Імені Нагі Ільясова
імені На́гі Ілья́сова (каз. Нағи Ілиясов ат.а.) — село у складі Сирдар'їнського району Кизилординської області Казахстану. Адміністративний центр та єдиний населений пункт сільського округу імені Ільясова.
У радянські часи село називалось імені 50-ліття Казахської ССР.
Населення — 2202 особи (2021; 2217 у 2009, 2291 у 1999, 2217 у 1989).

## Люди
В селі народилася Абдраманова Куланда (1920—1995) — казахська радянська колгоспниця; Герой Соціалістичної Праці.